# Vision Quest (ścieżka dźwiękowa)
Original Sound Track of the Warner Bros. Motion Picture Vision Quest – ścieżka dźwiękowa z filmu Zwariowałem dla ciebie   (ang. Vision Quest lub Crazy for You)  (reż.: Harold Becker) z 1985 roku.
Mimo iż album jest kompilacją utworów różnych artystów, jest on czasami wliczany do oficjalnej dyskografii Madonny, gdyż znalazły się na nim aż dwie piosenki w jej wykonaniu.
Przez długi czas album był jedynym wydawnictwem cyfrowym, na jakim można było znaleźć oryginalną wersję piosenki „Crazy for You”, a utwór „Gambler” do dziś dostępny jest w tej formie jedynie na tym krążku.

## Lista utworów
| #   | Tytuł | Czas |
| --- | --- | ---- |
| 1.  | „Only the Young” Journey Autor: Steve Perry, Neal Schon, Jonathan Cain Producent: Mike Stone, Kevin Elson              | 4:04 |
| 2.  | „Change” John Waite Autor: Holly Knight Producent: Neil Geraldo                                                        | 3:16 |
| 3.  | „Shout to the Top” The Style Council Autor: Paul Weller Producent: Paul Weller                                         | 4:19 |
| 4.  | „Gambler” Madonna Autor: Madonna Ciccone Producent: John „Jellybean” Benitez                                           | 3:55 |
| 5.  | „She's on the Zoom” Don Henley Autor: Don Henley, Danny Kortchmar Producent: Don Henley, Danny Kortchmar, Greg Ladanyi | 3:20 |
| 6.  | „Hungry for Heaven” Dio Autor: Ronnie James Dio, Jimmy Bain Producent: Ronnie James Dio                                | 4:13 |
| 7.  | „Lunatic Fringe” Red Rider Autor: Tom Cochrane Producent: Richard Landis                                               | 4:22 |
| 8.  | „I'll Fall in Love Again” Sammy Hagar Autor: Sammy Hagar Producent: Keith Olsen                                        | 4:13 |
| 9.  | „Hot Blooded” Foreigner Autor: Lou Gramm, Mick Jones Producent: Keith Olsen, Mick Jones, Ian McDonald                  | 4:26 |
| 10. | „Crazy for You” Madonna Autor: John Bettis, Jon Lind Producent: John „Jellybean” Benitez                               | 4:11 |

## Muzycy
- Belinda Carlisle – wokal wspierający (w „She's on the Zoom”)
- Jane Wiedlin – wokal wspierający (w „She's on the Zoom”)
- Stephen Bray – aranżacja (w „Gambler”)
- Rob Mounsey – aranżacja (w „Crazy for You”)

## Produkcja
- John David Kalodner – producent wykonawczy
- Jon Peters – producent wykonawczy
- Peter Guber – producent wykonawczy
- Joel Sill – producent wykonawczy do spraw muzyki ze strony Warner Bros. Pictures
- Debbie Reinberg – koordynator albumu
- Peter Afterman – koordynator albumu
- Bob Badami – doradca techniczny
- Bob Clearmountain – inżynier miksu (w „Only the Young”)
- Greg Fulginiti – mastering

## Single
| #  | Tytuł         | Data wydania     | [ 1 ] | Unia Europejska | [ 2 ] | Polska |
| -- | ------------- | ---------------- | ----- | --------------- | ----- | ------ |
| 1. | Crazy for You | marzec 1985      | # 1   | # ?             | # 2   | —      |
| 2. | Gambler       | październik 1985 | # —   | # ?             | # 4   | —      |

Jako singiel promujący ścieżkę dźwiękową wydano także utwór "Only the Young" grupy Journey. 
Single "Hungry for Heaven" zespłu Dio, "Lunatic Fringe" grupy Red Rider oraz "Hot Blooded" w wykonaniu Foreigner były ukazały się jako wydawnictwa promujące albumy, z tórych te piosenki pochodzą.